# Trâu
Trâu (còn gọi là trâu nước) là một loài động vật thuộc họ Trâu bò (Bovidae), phân bộ Nhai lại (Ruminantia), nhóm sừng rỗng (Cavicornes), bộ Guốc chẵn (Actiodactyla), lớp Thú có vú (Mammalia). Chúng sống hoang dã ở Nam Á, Đông Nam Á, miền bắc Úc. Trâu thuần dưỡng, tức trâu nhà được nuôi phổ biến nhất ở vùng nhiệt đới châu Á. Một số nhỏ có mặt ở Nam Mỹ và Bắc Phi.

## Tiến hóa
Họ Trâu bò được biết đến trong các mẫu hóa thạch từ Tiền Miocen, khoảng 20 Triệu năm trước. Các loài dạng bò sớm nhất, như Eotragus, là các động vật nhỏ, hơi tương tự như linh dương Gazelle ngày nay và có lẽ đã sống trong môi trường đồng rừng. Số lượng loài họ Trâu bò gia tăng mạnh vào Hậu Miocen, khi nhiều loài thích nghi với môi trường đồng cỏ và thoáng đãng hơn.
Số lượng lớn nhất về số loài hiện tại là họ Trâu bò thuộc về châu Phi nhưng họ trâu bò thuộc về châu Á và Bắc Mỹ lại ít đa dạng hơn. Người ta cho rằng nhiều loài họ này đã tiến hóa ở châu Á nhưng không thể sống sót do sự săn bắt của các loài người đến từ châu Phi vào cuối thế Pleistocen. Ngược lại, các loài châu Phi có nhiều nghìn hay vài triệu năm để thích nghi với sự phát triển dần dần trong kĩ năng săn bắn của con người. Tuy nhiên, nhiều loài trong họ này được thuần hóa lại có nguồn gốc châu Á (dê, cừu, trâu và bò Tây Tạng).
Một lượng nhỏ các loài hiện đại trong họ Trâu bò thuộc châu Mỹ là tương đối gần đây theo đường cầu đất liền Bering, nhưng chúng vẫn đến khu vực này trước khi con người đặt chân tới đây.

## Phân loài

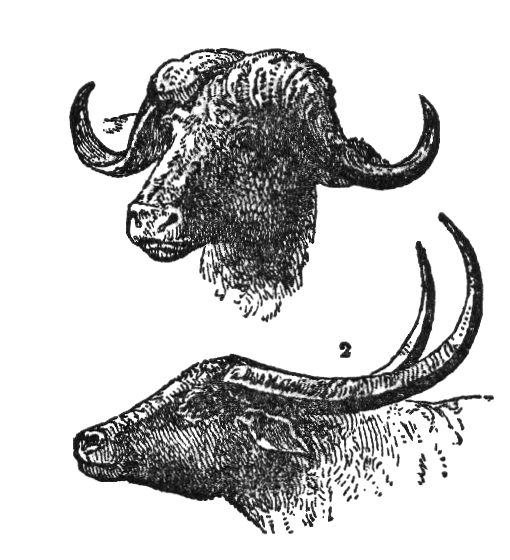
Hình dạng sừng khác biệt giữa trâu rừng châu Phi (trên) và trâu nước (dưới)

Trên thế giới có hai nhóm trâu: trâu rừng châu Phi (Cape buffalo) và trâu châu Á, tức trâu nước. Đây là hai loài riêng biệt thuộc chi Syncerus (trâu châu Phi) và Bubalus (trâu châu Á) ở hai vùng địa lý cách biệt.
Về trâu châu Á, các nhà chuyên môn chưa nhất trí về cách sắp xếp phân loài. Có người thì cho là trâu chỉ có một loài Bubalus bubalis với ba phân loài, tiếng Anh gọi là "river buffalo", trâu sông (B. bubalus bubalis) ở Nam Á, "swamp buffalo", trâu đầm (B. bubalis carabanesis) ở Đông Nam Á, và trâu rừng Á châu (B. bubalis arnee). Có người thì cho rằng cả ba là ba loài riêng biệt tuy cận chủng.
Trâu đầm có 48 nhiễm sắc thể trong khi trâu sông lại có 50 nhiễm sắc thể và hai loài này khó lai giống, nhưng cũng có trường hợp thế hệ thứ nhất sanh đẻ được. Loài trâu và loài bò thì không thể lai giống được. Thí nghiệm khoa học cho ta biết phôi thai của trâu lai bò không phát triển để trưởng thành được. 

## Phân bố

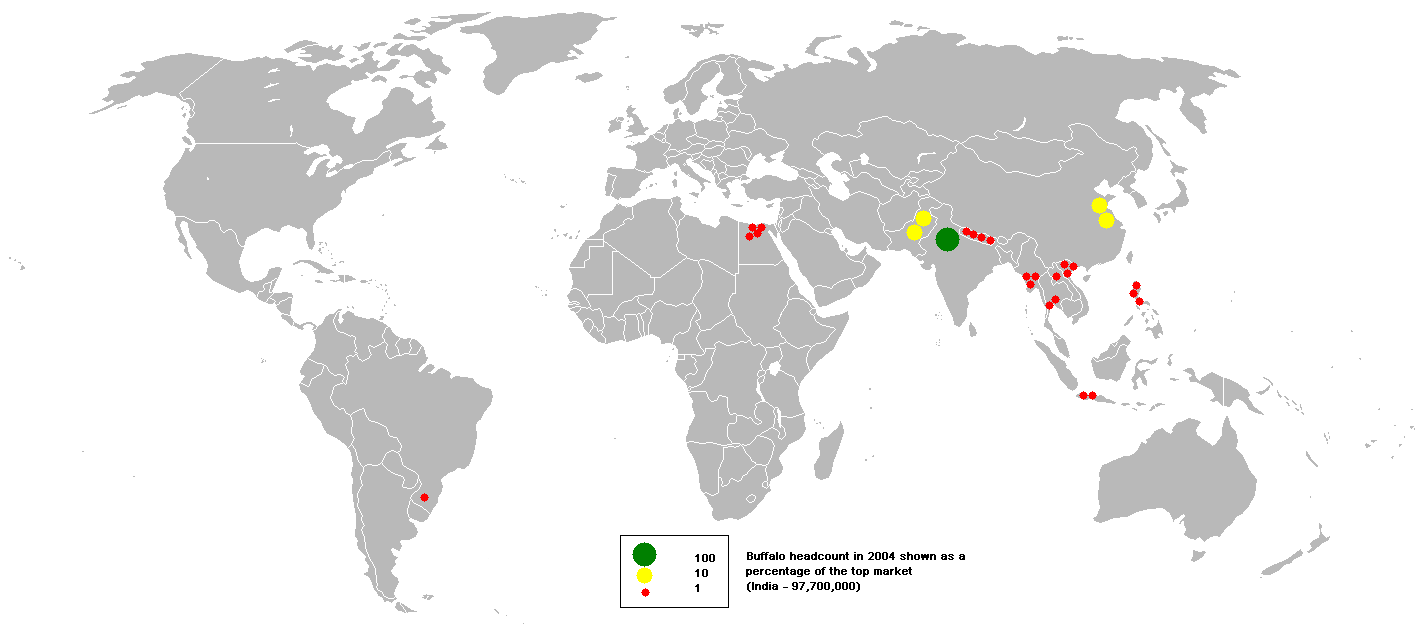
Số trâu vào năm 2004. Chấm đỏ=1 triệu; chấm vàng=10 triệu; chấm lục=100 triệu.

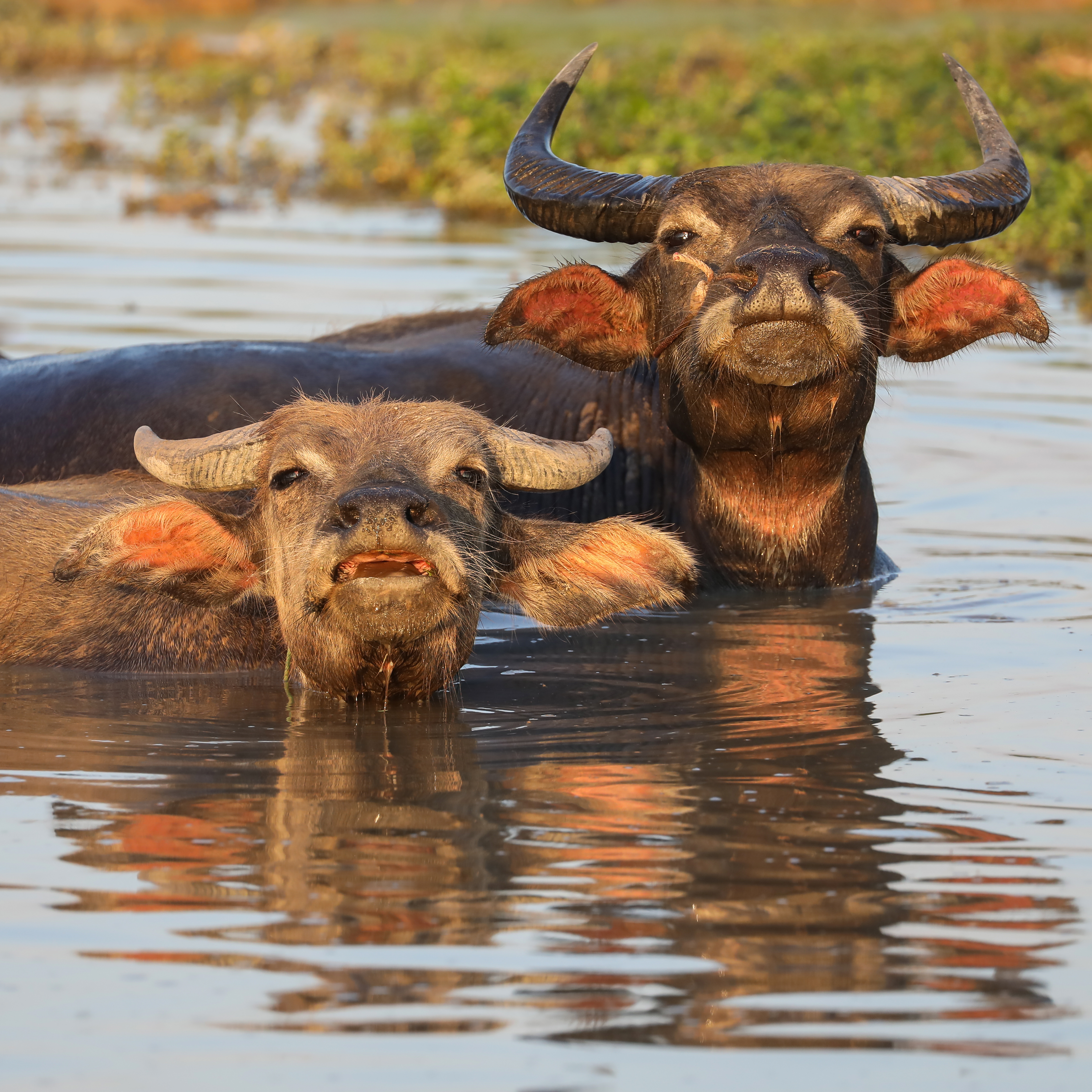
Hai con trâu đang dìm mình trong một ao nước vào lúc hoàng hôn ở Don Det (Si Phan Don, Lào).

Châu Á là vùng bản địa của loài trâu với 95% tổng số trâu trên thế giới. Khoảng phân nửa số này sống ở Ấn Độ. Tính đến năm 1992 Á châu có 141 triệu con trâu. Trâu được nuôi lấy sức cày ruộng, lấy thịt và sữa. Sữa trâu có lượng mỡ béo cao nhất trong các loại sữa gia súc. Cả hai phân loài trâu nhà có mặt tại Á châu: trâu sông và trâu đầm. Trâu sông sống ở vùng cao như Nepal còn trâu đầm phổ biến khắp miền nhiệt đới.
Loài trâu sinh sống thành công vì có thể tận dụng thức ăn kém chất dinh dưỡng mà lại có sức sản xuất cao. Về việc đồng áng cày bừa thì trâu kéo cày khỏe hơn bò (Bos taurus) nhất là ở những vùng ruộng sâu nên ở Việt Nam có câu tục ngữ: yếu trâu hơn khỏe bò.

## Trong văn hóa
Cấu Tạo: Trâu là một loài động vật thuộc lớp thú. Có 2 sừng cứng và là loài động vật guốc chẵn. Có 4 chân.

## Hình ảnh

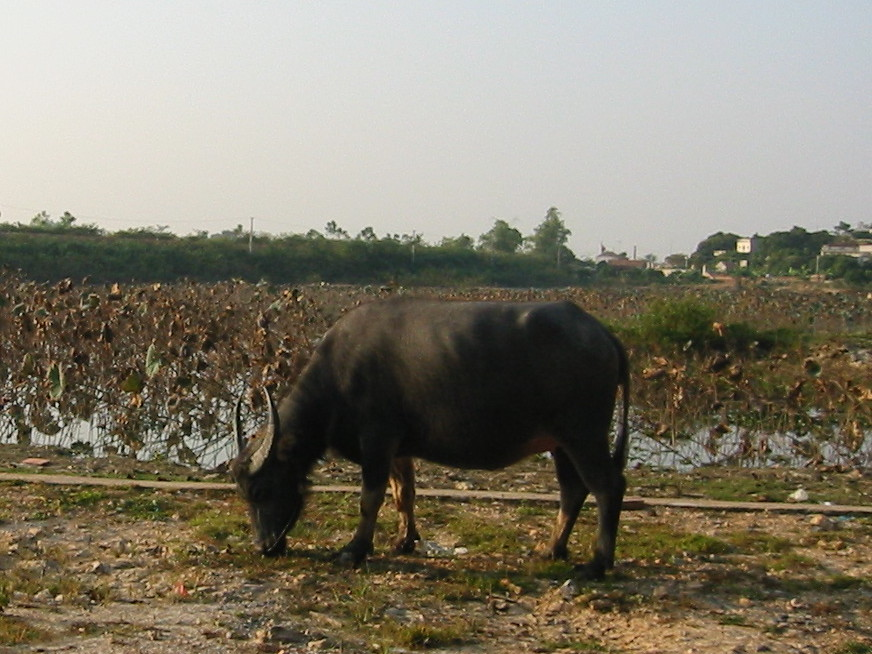
Trâu gặm cỏ bên đầm sen, Hải Dương, Việt Nam.
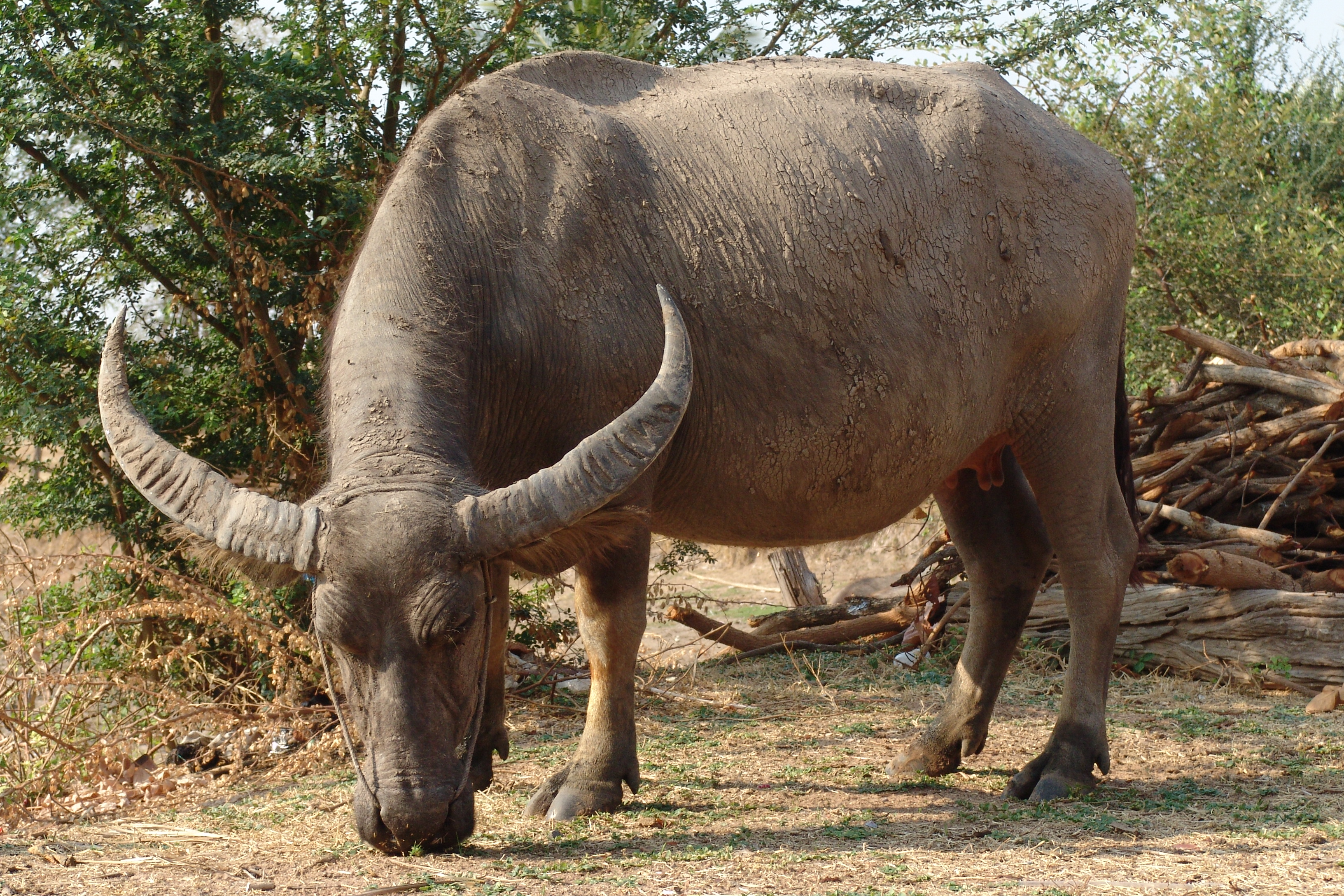
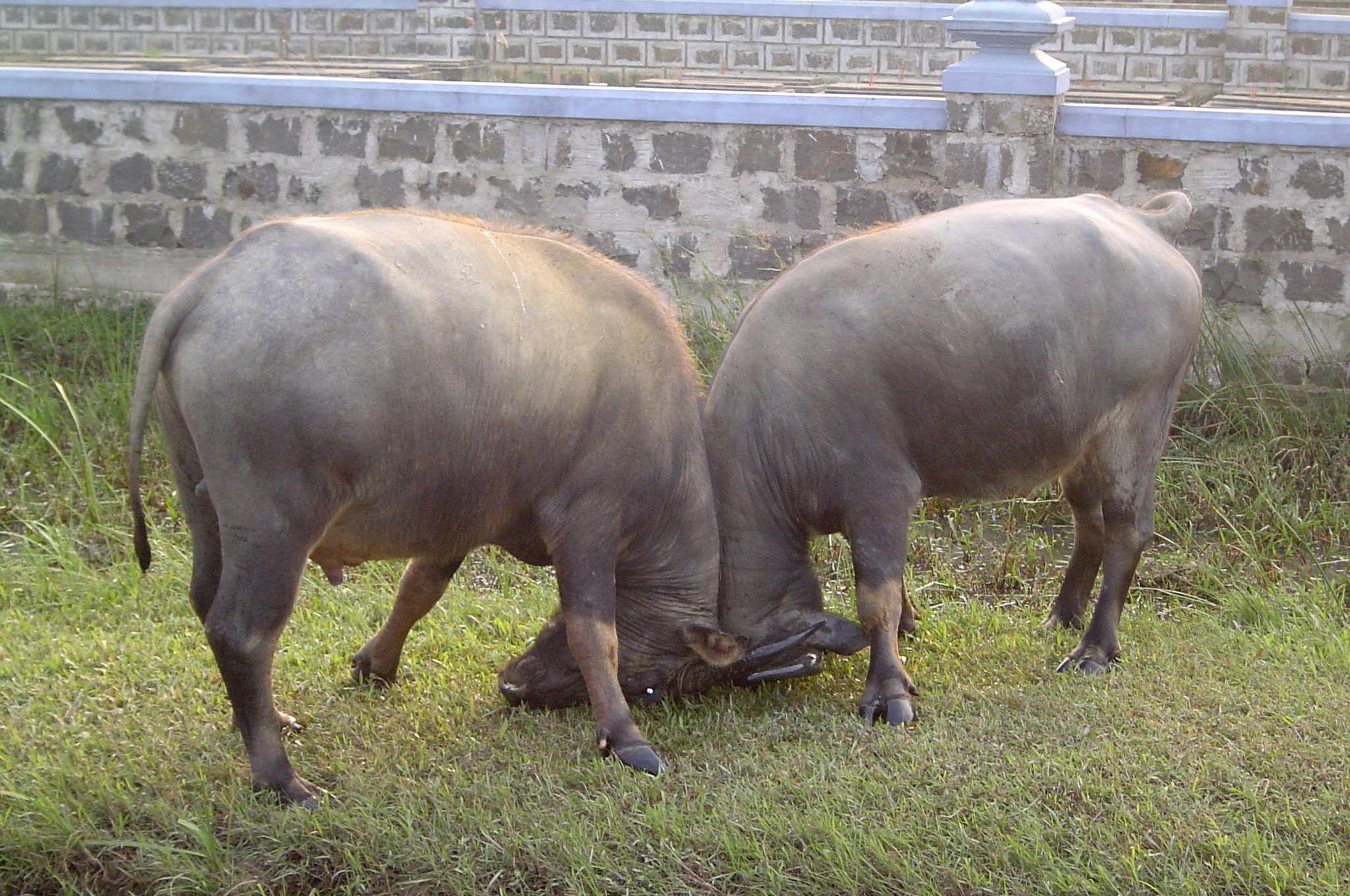
Trâu húc nhau
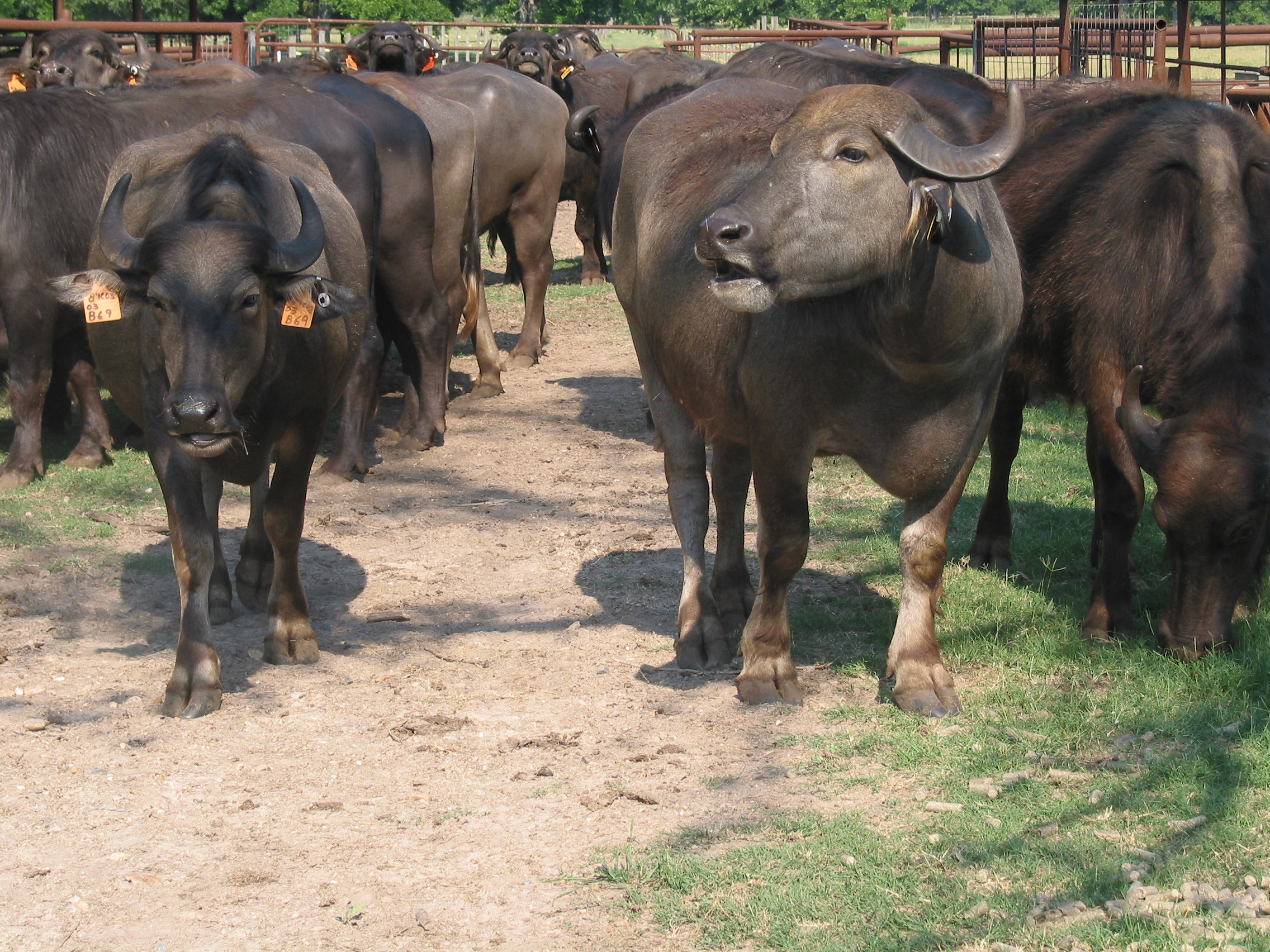
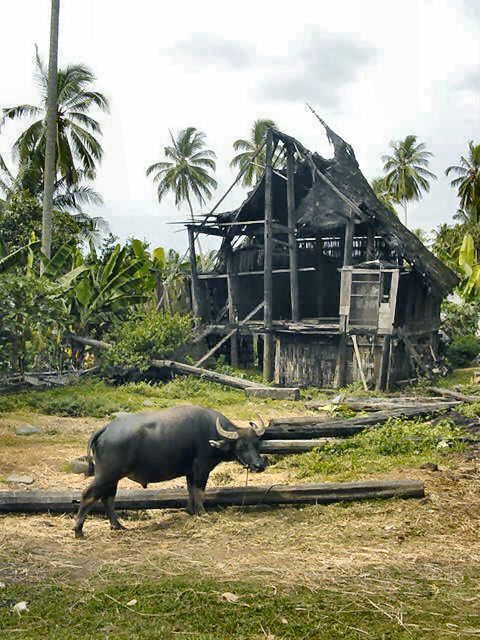
Trâu ở Indonesia
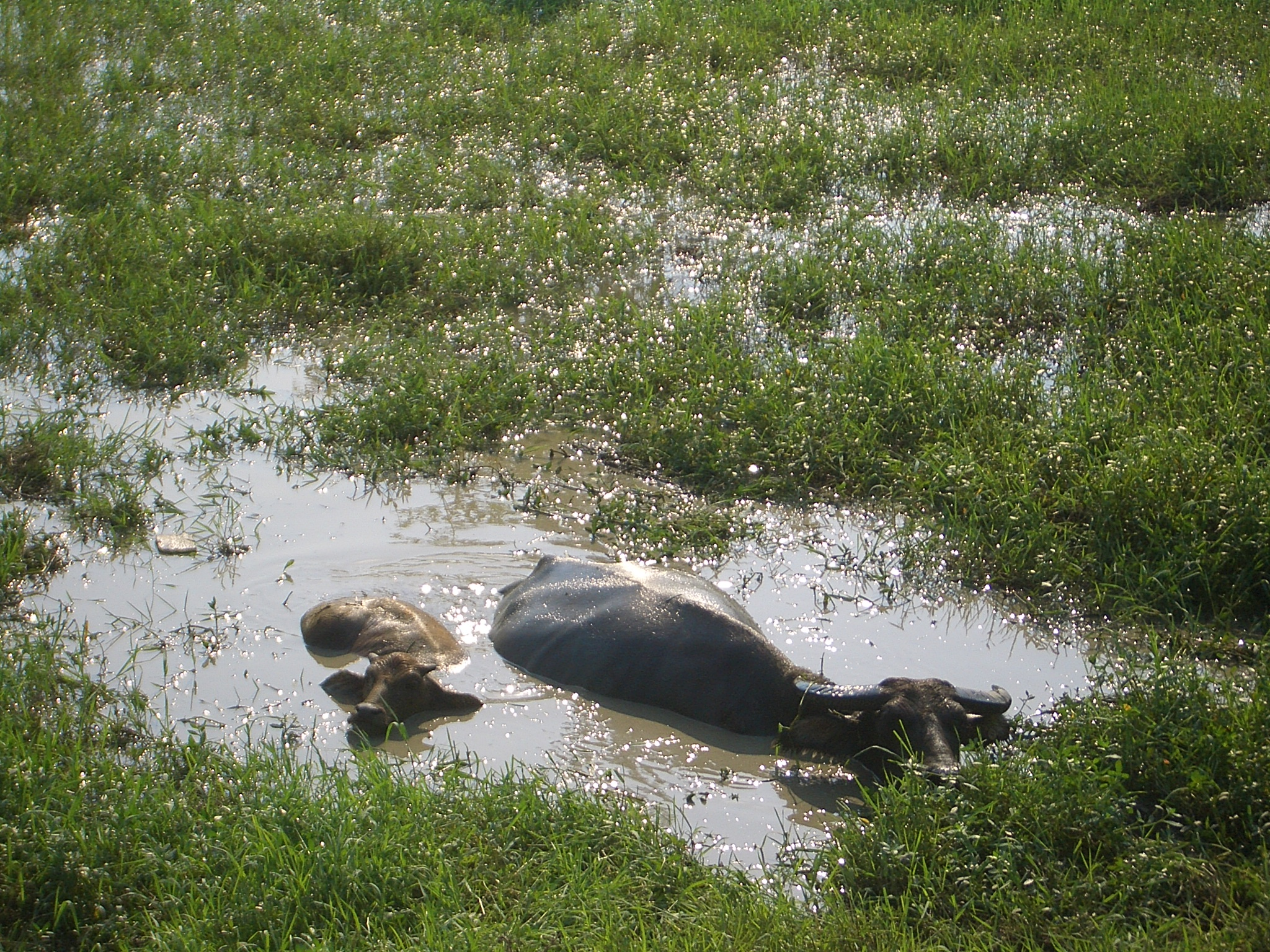
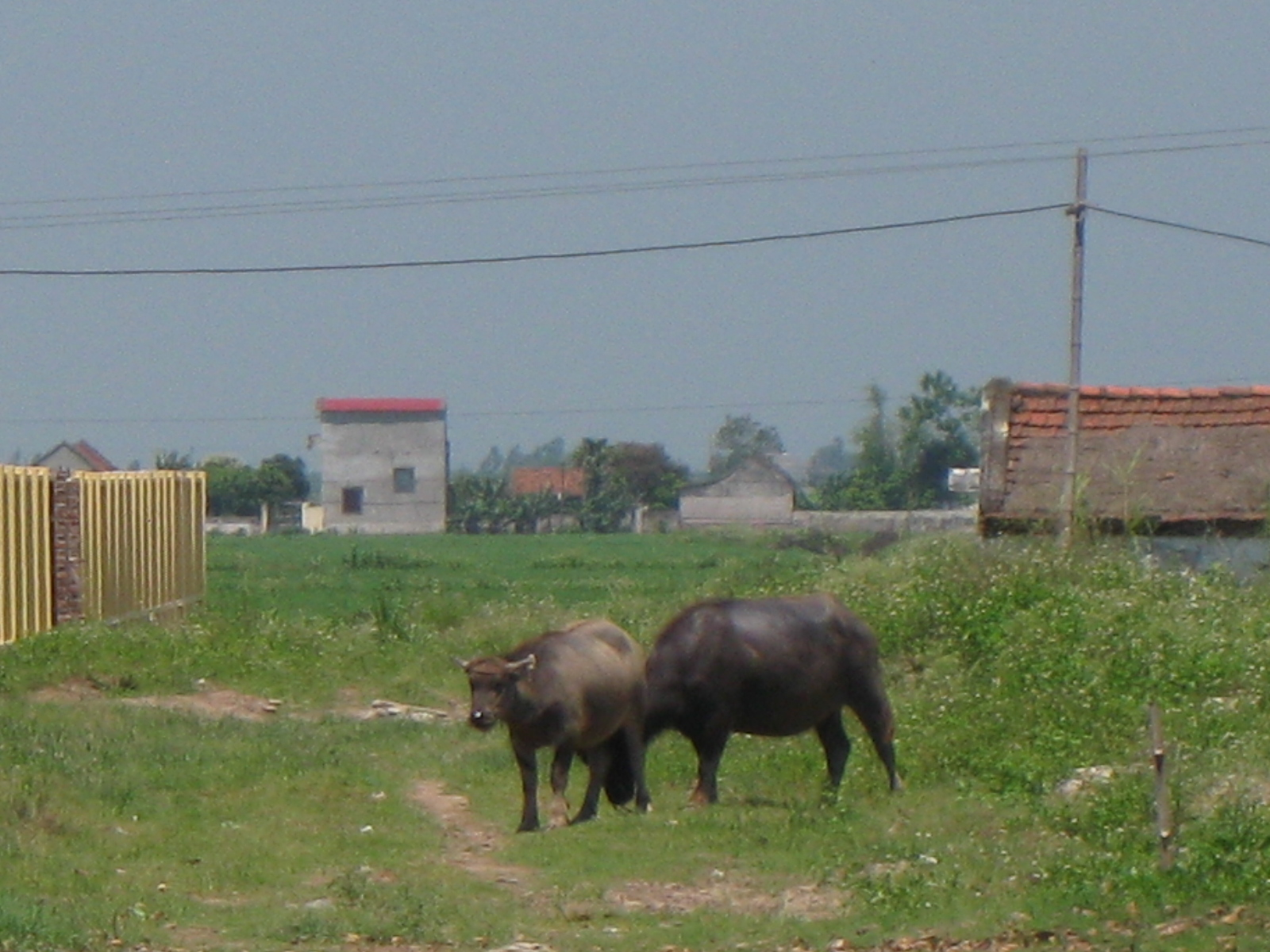
Trâu ở Nam Định, Việt Nam
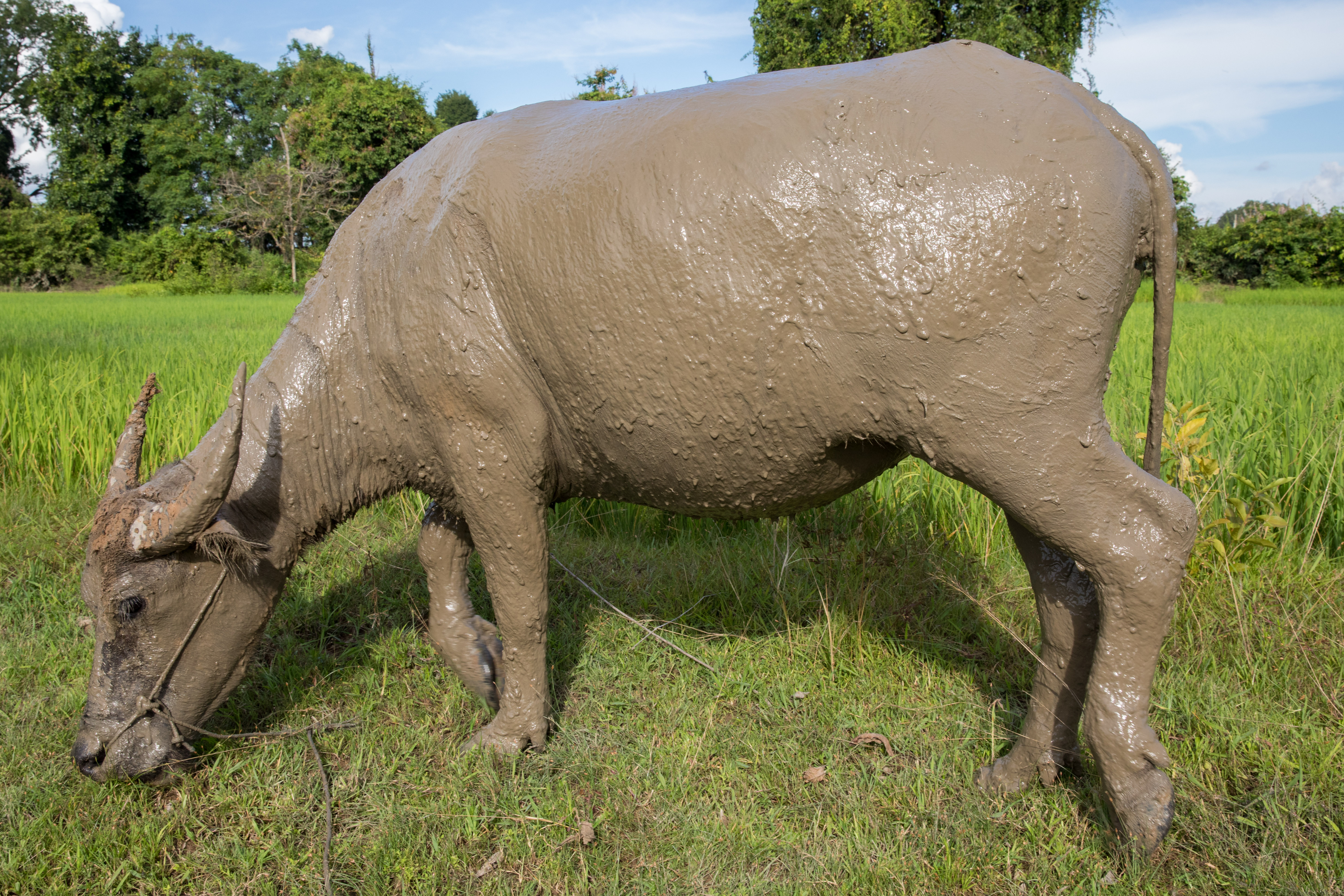
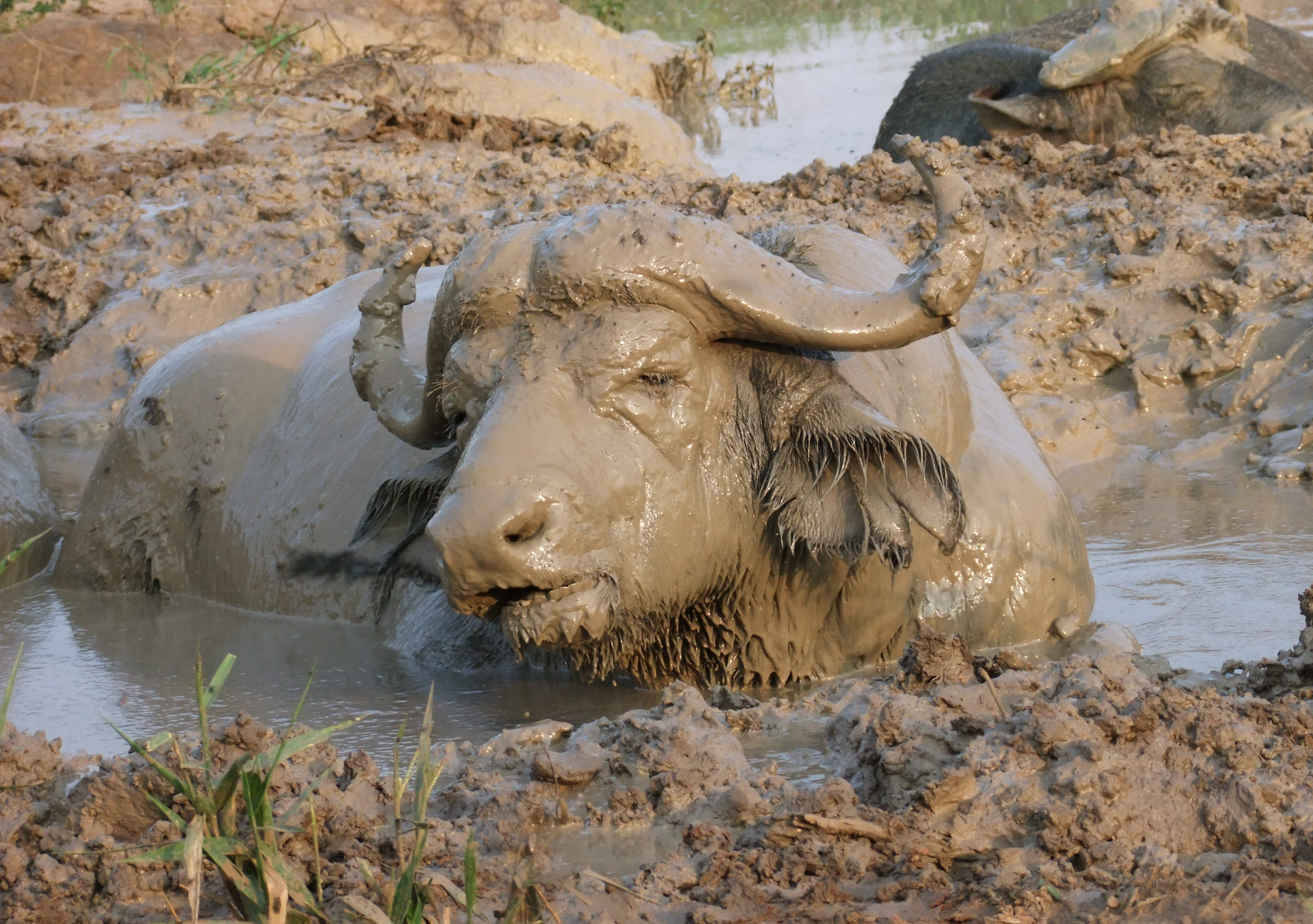
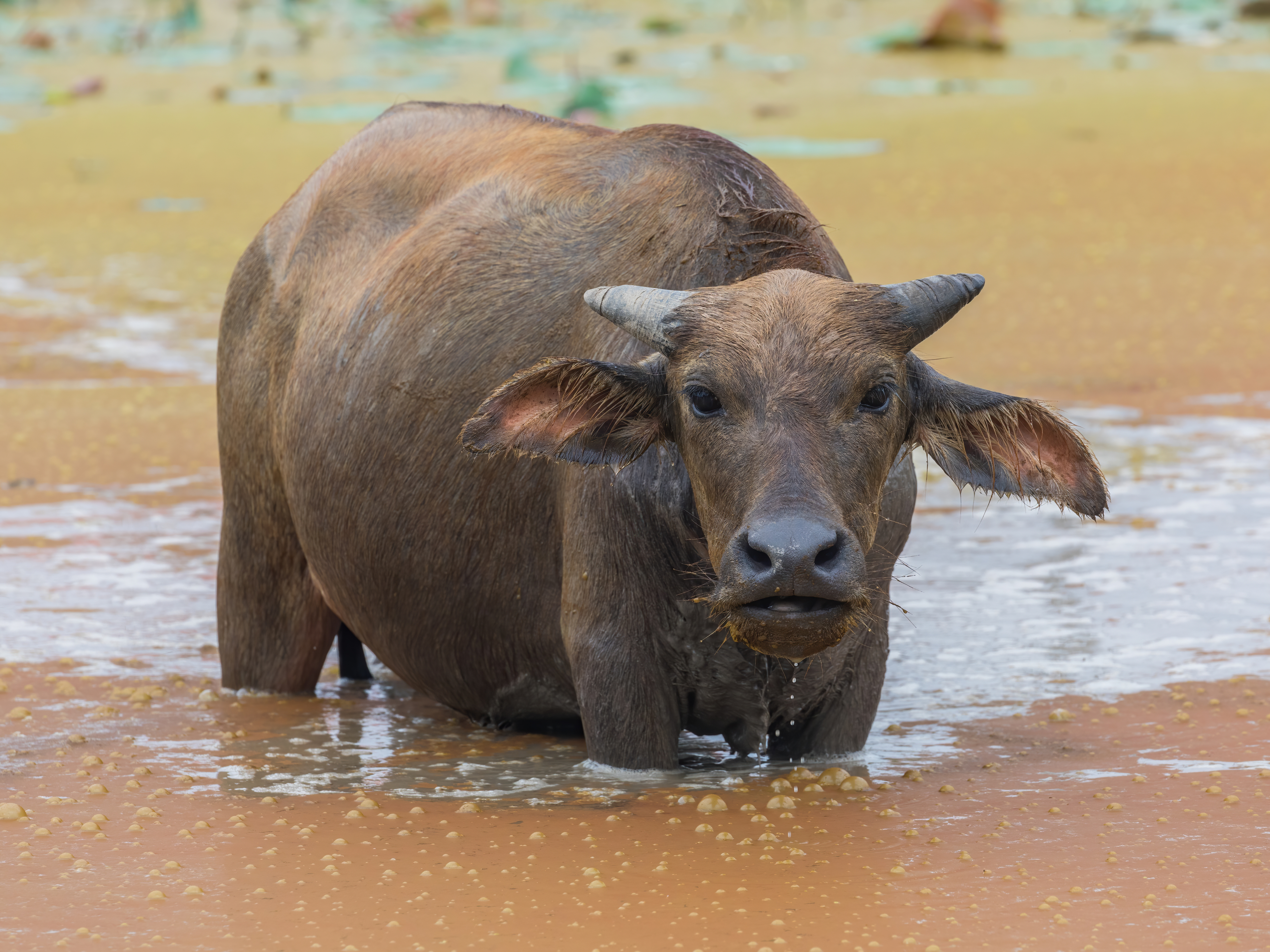
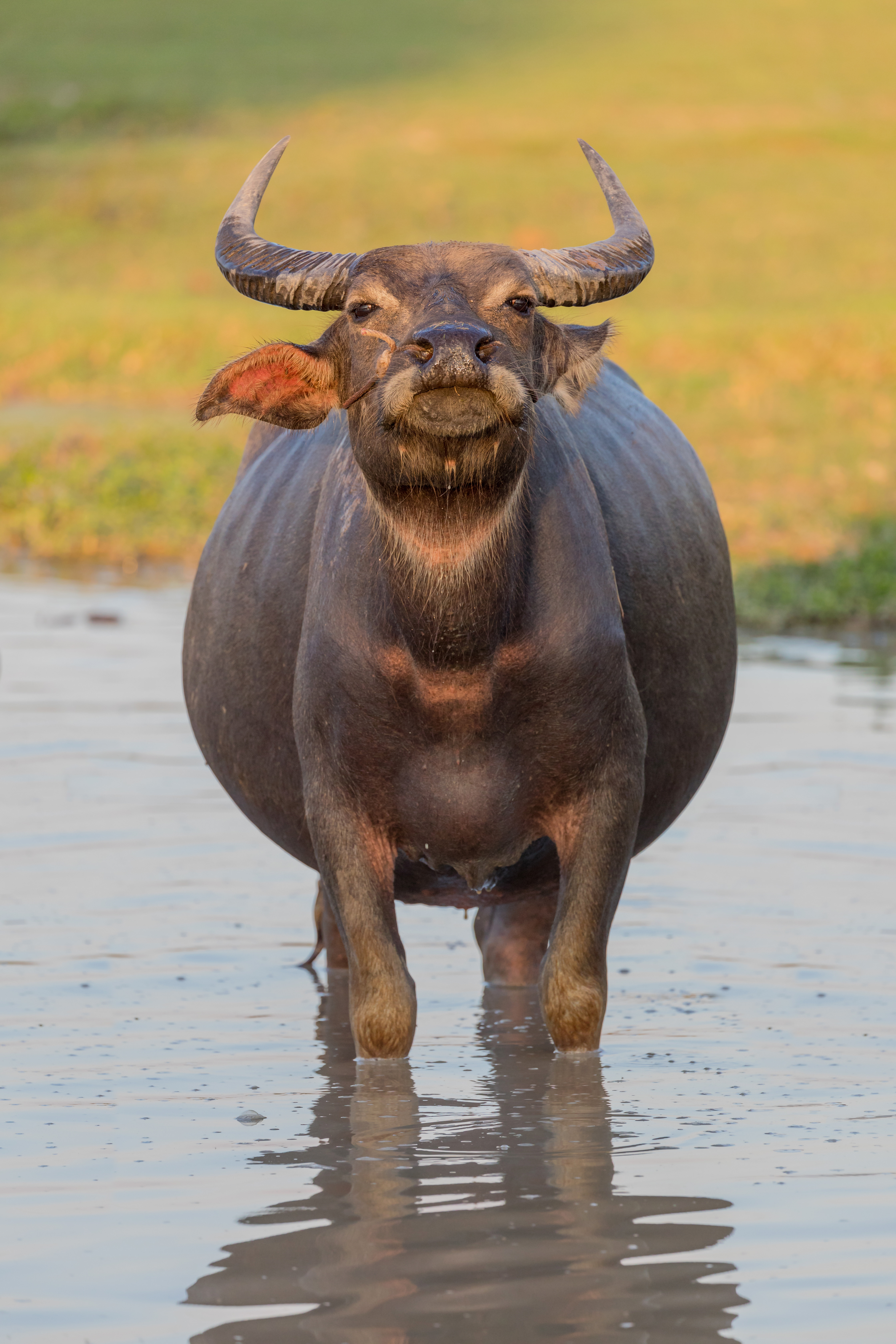